# Eleição presidencial do Brasil em Rondônia em 2022
O primeiro turno da eleição presidencial brasileira de 2022 foi realizado em 2 de outubro, como parte das eleições gerais naquele país. Neste pleito, os cidadãos brasileiros aptos a votar escolheram eleger o ex-presidente Lula, derrotando o atual incumbente Jair Bolsonaro. Nenhum dos candidatos recebeu mais do que a metade dos votos válidos, e um segundo turno foi realizado em 30 de outubro. De acordo com a Constituição, o presidente é eleito diretamente pelo povo para um mandato de quatro anos, podendo ser reeleito uma vez.
Em Rondônia, o candidato do PL, Jair Bolsonaro, recebeu 64,36% dos votos no primeiro turno, e o candidata petista, Luiz Inácio Lula da Silva, ficou com 28,98%, enquanto a candidata do MDB, Simone Tebet, recebeu 3,46% dos votos naquele estado. No segundo turno, Jair Bolsonaro manteve a liderança e ficou com 70,66%, enquanto Lula recebeu 29,34% de votos. Rondônia foi o único estado onde Bolsonaro ganhou em todos os municípios.
1. ↑  «Resultado Eleição 2022 na UF»